# Черноголовые дубоносы
Черноголовые дубоносы (лат. Eophona) — род певчих птиц из семейства вьюрковых. Выделяют два вида.

## Описание
Длина тела 18—23 см. Клюв крупный, окрашен в жёлтый цвет. Окрас оперения — серый, с чёрным хвостом и крыльями. Белая полоса на сгибе крыла.

## Экология
Гнездится в широколиственном и смешанном лесу. Самка откладывает по 3—6 яиц, голубоватых покрытых пятнами. По звуку разгрызания орехов птиц слышно с большого расстояния.

## Виды
- Малый черноголовый дубонос (Eophona migratoria Hartert, 1903).

Кончики крыльев белые, щёки, голова, кончик клюва у самцов чёрные, у самок серые, бока рыжеватые. Встречаются в южной части Дальнего Востока, на опушках пойменных, дубовых лесов. Гнёзда встречаются чаще на лиственных породах деревьев. Цвет яиц в кладке — голубой, с зелёным оттенком. В основном кормится насекомыми и семенами деревьев. Перелётная птица.
- Большой черноголовый дубонос (Eophona personata (Temminck & Schlegel, 1847))

Крупнее размером, предпочитает смешанные леса, где растут пихта, ель, кедр. Встречается редко. Питается насекомыми, улитками, семенами.

## Распространение
Представители рода встречаются в лесах на юге Дальнего Востока.